# Årø

Årø là 1 đảo nhỏ của Đan Mạch nằm trong Eo biển Lillebælt ở cửa vịnh hẹp Haderslev Fjord, cách bán đảo Jutland khoảng 1,5 km. Đảo có bờ biển dài tổng cộng khoảng 21,9 km và diện tích là 5,66 km² với 180 cư dân, phần lớn cư ngụ trong làng mang cùng tên Årø. Có 1 cảng ở Eo biển nhỏ Årøsund sâu 20 m và 1 tháp hải đăng bằng sắt cao 13 m do chính quyền Đức lập năm 1915.
Về lịch sử, từ năm 1864 tới 1920, Årø trực thuộc vùng Schleswig-Holstein của Đức. Sau năm 1920, đảo trở về thuộc chủ quyền Đan Mạch.
Về hành chính Årø trực thuộc thị xã Haderslev và Vùng Nam Đan Mạch.
Về giao thông, có tuyến tàu phà từ Jutland tới đảo, mất khoảng 7 phút.